# Korsør
Korsør es una ciudad portuaria danesa en el occidente de la isla de Selandia. Pertenece al municipio de Slagelse y a la región administrativa de Selandia. Tiene 14.501 habitantes en 2013.
En Korsør se encuentra uno de los extremos del puente del Gran Belt, uno de los mayores puentes de Dinamarca, que conecta Selandia con Fionia a través del estrecho del Gran Belt. La ciudad es sede de una de las dos bases de la Armada Real Danesa, junto con Frederikshavn.

## Historia
El sitio donde la laguna de Korsør desemboca en el mar ha estado poblado desde la prehistoria. En la era vikinga el lugar ya servía como sitio de cruce hacia Fionia. A finales del siglo XII se construyó el castillo de Tårnborg y en el siglo XIV el castillo de Korsør. En 1425 Korsør recibió sus primeros privilegios de ciudad comercial (købstad) conocidos.
La importancia de Korsør radicó principalmente en ser sitio de cruce del Gran Belt, ya que sus tierras agrícolas eran limitadas debido a la cercanía de Skælskør y Slagelse y tuvo que competir con otros puertos para servir de salida al grano del oeste de Selandia. La población se mantuvo escasa y a finales del siglo XVII no llegaba siquiera a los 900 habitantes.
El ferrocarril unió Korsør con Roskilde en 1856 y se construyó un puente que conectaba el casco antiguo de Korsør (en el sur de la laguna) con la península del norte, llamada Halsskov, donde se desarrolló un asentamiento dedicado a la producción de ladrillos. A finales del siglo se construyó en Halsskov un nuevo puerto para transbordadores y en el sur un puerto pesquero. En la misma época, la industrialización detonó el crecimiento de la ciudad, que se mantuvo constante hasta la década de 1920, cuando se alcanzó la cifra de 10.000 habitantes. En 1925 se inauguró un nuevo puente entre ambas partes de la ciudad. Para entonces, el puerto de Korsør servía a la mayor parte de Selandia occidental y en especial a la ciudad de Slagelse, al tiempo que la industria local dependía del mismo. Sin embargo, la limitada zona rural de la ciudad y la cercanía de Slagelse fueron factores limitantes para el desarrollo del comercio local.
Con la inauguración del puente del Gran Belt a finales de la década de 1990, la ciudad fue obligada a reestructurar su economía, hasta entonces bastante dependiente de su puerto y de la ruta de transbordadores a Nyborg. Al mismo tiempo el sector servicios ha cobrado mayor importancia. Korsør también tuvo cierta importancia administrativa al ser la sede del municipio homónimo entre 1970 y 2006, pero en 2007 la entidad desapareció al integrarse al municipio de Slagelse.